# San Millán de Lara
San Millán de Lara – gmina w Hiszpanii, w prowincji Burgos, w Kastylii i León, o powierzchni 33,62 km². W 2011 roku gmina liczyła 73 mieszkańców.